# Альбієв Ісламбек Цилімович
Ісламбек Цилімович Альбієв (рос. Исламбек Цилимович Альбиев; нар. 28 грудня 1988) — російський борець греко-римська боротьба, чемпіон світу та Європи, володар Кубку світу, олімпійський чемпіон.

## Спортивні результати на міжнародних змаганнях

### Виступи на Олімпіадах
| Змагання                    | Збірна | Вагова категорія                 | Місце  |
| --------------------------- | ------ | -------------------------------- | ------ |
| Літні Олімпійські ігри 2008 | Росія  | греко-римська боротьба, до 60 кг | Золото |
| Літні Олімпійські ігри 2016 | Росія  | греко-римська боротьба, до 66 кг | 9      |

### Виступи на Чемпіонатах світу
| Змагання                        | Збірна | Вагова категорія                 | Місце  |
| ------------------------------- | ------ | -------------------------------- | ------ |
| Чемпіонат світу з боротьби 2007 | Росія  | греко-римська боротьба, до 60 кг | 8      |
| Чемпіонат світу з боротьби 2009 | Росія  | греко-римська боротьба, до 60 кг | Золото |
| Чемпіонат світу з боротьби 2013 | Росія  | греко-римська боротьба, до 66 кг | Срібло |

### Виступи на Чемпіонатах Європи
| Змагання                         | Збірна | Вагова категорія                 | Місце  |
| -------------------------------- | ------ | -------------------------------- | ------ |
| Чемпіонат Європи з боротьби 2007 | Росія  | греко-римська боротьба, до 60 кг | 16     |
| Чемпіонат Європи з боротьби 2009 | Росія  | греко-римська боротьба, до 60 кг | Золото |
| Чемпіонат Європи з боротьби 2012 | Росія  | греко-римська боротьба, до 66 кг | Бронза |
| Чемпіонат Європи з боротьби 2016 | Росія  | греко-римська боротьба, до 66 кг | Золото |

### Виступи на Кубках світу
| Змагання                    | Збірна | Вагова категорія                 | Місце  |
| --------------------------- | ------ | -------------------------------- | ------ |
| Кубок світу з боротьби 2007 | Росія  | греко-римська боротьба, до 60 кг | Бронза |
| Кубок світу з боротьби 2008 | Росія  | греко-римська боротьба, до 60 кг | 4      |
| Кубок світу з боротьби 2009 | Росія  | греко-римська боротьба, до 60 кг | Золото |

### Виступи на інших змаганнях
| Змагання                                                        | Збірна | Вагова категорія                 | Місце  |
| --------------------------------------------------------------- | ------ | -------------------------------- | ------ |
| Турнір Івана Піддубного 2008                                    | Росія  | греко-римська боротьба, до 60 кг | Бронза |
| Гран-прі Німеччини з боротьби 2009                              | Росія  | греко-римська боротьба, до 60 кг | Золото |
| Гран-прі Німеччини з боротьби 2010                              | Росія  | греко-римська боротьба, до 66 кг | Золото |
| Золотий Гран-прі з боротьби 2010 (Баку)                         | Росія  | греко-римська боротьба, до 66 кг | 16     |
| Турнір міста Сассарі 2011                                       | Росія  | греко-римська боротьба, до 66 кг | Бронза |
| Henri Deglane Challenge 2011                                    | Росія  | греко-римська боротьба, до 66 кг | Золото |
| Турнір Івана Піддубного 2012                                    | Росія  | греко-римська боротьба, до 66 кг | Золото |
| Олімпійський кваліфікаційний турнір з боротьби 2012 (Гельсінкі) | Росія  | греко-римська боротьба, до 66 кг | 5      |
| Золотий Гран-прі з боротьби 2012 (Баку)                         | Росія  | греко-римська боротьба, до 66 кг | 5      |
| Вогні Москви 2012                                               | Росія  | греко-римська боротьба, до 66 кг | Золото |
| Турнір Івана Піддубного 2013                                    | Росія  | греко-римська боротьба, до 66 кг | Срібло |
| Літня Універсіада 2013                                          | Росія  | греко-римська боротьба, до 66 кг | Срібло |
| Кубок Бразилії з боротьби 2013                                  | Росія  | греко-римська боротьба, до 66 кг | Золото |
| Турнір Івана Піддубного 2014                                    | Росія  | греко-римська боротьба, до 66 кг | Срібло |
| Гран-прі Німеччини з боротьби 2014                              | Росія  | греко-римська боротьба, до 75 кг | 19     |
| Всесвітні ігри військовослужбовців 2015                         | Росія  | греко-римська боротьба, до 66 кг | 11     |
| Кубок Алроси 2015                                               | Росія  | греко-римська боротьба, до 66 кг | Золото |
| Кубок Вантаа з боротьби 2015                                    | Росія  | греко-римська боротьба, до 66 кг | Бронза |
| Турнір Івана Піддубного 2016                                    | Росія  | греко-римська боротьба, до 66 кг | Золото |
| Чемпіонат Росії з греко-римської боротьби 2016                  | Росія  | греко-римська боротьба, до 66 кг | Золото |